# Dorcadion nivosum
Dorcadion nivosum là một loài bọ cánh cứng trong họ Cerambycidae.